# とんがり帽子のアトリエ
『とんがり帽子のアトリエ』（とんがりぼうしのアトリエ）は、白浜鴎による日本の漫画。講談社の『月刊モーニングtwo』にて2016年9月号から連載を開始した。魔法使いに憧れる少女・ココを主人公としたファンタジー作品である。
2024年7月時点で全世界での発行部数は550万部。フランスやスペイン、韓国その他の国々の漫画賞を受賞しており、2020年にはアメリカ合衆国のアイズナー賞の最優秀アジア作品賞と、ハーベイ賞のBest Manga賞を受賞した。
2022年4月にはアニメ化が発表され、2024年7月には2025年からのテレビアニメの放送が発表された。2019年11月からは佐藤宏海によるスピンオフ作品『とんがり帽子のキッチン』の連載が『モーニングtwo』で始まった。ココたちの師匠であるキーフリーとその親友オルーギオを主人公として、魔法を用いて夜食を作る様子が描かれる。

## あらすじ
小さな村の少女・ココは、幼いころから魔法使いにあこがれていた。だが元々魔法使いとして生まれた者しか魔法使いになることはできず、ココは諦めて母の仕立て屋を手伝っていた。
ある日、仕立て屋に来た客の魔法の馬車が壊れ、居合わせた魔法使いのキーフリーが修理することになり、ココは魔法をかけるところを誰にも見られないように見張りを頼まれる。しかしココは魔法への興味からキーフリーが魔法陣を描いているところを覗き見してしまい、昔祭りで買った「魔法の絵本」が魔法をかけるために必要な魔法陣のお手本で、その時に貰った「おまけのペンとインク」が魔法陣を描くためのものだと気づく。
その夜、ココがこっそり絵本の魔法陣を書き写していたとき、キーフリーが現れて魔法陣からココを引き離すが、直後、描いた魔法陣が発動してココの母は家ごと石化する。ココから絵本の話を聞いたキーフリーは、彼女に絵本を売った者を追うため、そしてココの母を助けるため、知らざる者であるココの記憶を消去せずに弟子にする。こうしてキーフリーのアトリエでココは魔法使いの修行を始めることになる。その目標は、失われた「魔法の絵本」の複製を所蔵する「図書の塔」に入る資格を得ること。

## 世界観
魔法は“世界を豊かにする便利な奇跡”だが、生まれたときから魔法の力を持つ者にしか使えないとされている。だがこれは表向きのもので、実際は特殊なインク「魔墨」を用い法則に従った「魔法陣」を描けば誰でも魔法を使うことができる。しかしこの事実は魔法使いでない者には伏せられ、魔法使いは彼らを「知らざる者」と呼んでいる。また、“結託の日”以前の旧時代に魔法使いが災いをもたらしたことから、現在では魔法に関して様々な禁忌や制約があり、それらに従う魔法使いは、つばのない「とんがり帽子」をかぶる。それらの制約に従わない魔法使いは、旧時代の魔法使いの印である「つばあり帽」をかぶっている。
魔法使いの多くは知らざる者との接触を避けるため、大講堂やその麓の町に住居を構えている。大講堂から離れた場所に住む者もいるが、その場合は「見張りの眼（まなこ）」と呼ばれる魔法使いが監視役として付くよう定められている。

## 登場人物

### キーフリーのアトリエ
ココ
主人公。もとは「知らざる者」（ふつうの人）。誤って母親を家ごと石に変えてしまったために魔法使いの弟子となり、母の石化を解くために魔法に関することを書いた本が全て複製されて所蔵されている図書の塔に挑むことを目指している。なぜかつばあり帽たちから「希望の子」と呼ばれる。
キーフリー
魔法使いの青年でココの師匠。大講堂嫌いで地方にアトリエをかまえる。過去に「同じ目を持つつばあり帽」と何かあったことが示唆されている。
アガット
アトリエに住むキーフリーの弟子。ココのルームメイト。プライドの高い真面目で優秀な少女で、特にココに対して当たりが強いが根は優しい。代々司書を務める家系の出だが、一族から落ちこぼれ扱いされている描写がある。
テティア
アトリエに住むキーフリーの弟子。天真爛漫な少女で、「ありがとう」と言われることが好き。将来独り立ちしたらツインテールのとんがり帽子をデザインしたいらしい。
リチェリット（リチェ）
アトリエに住むキーフリーの弟子。無口で我が強い少女。小さな魔法陣を描くのを得意とし、また自分の描きたくない魔法は描こうとしない。かつては別の魔法使いの弟子だったが、師匠に盲従することを嫌い、キーフリーの下へやってきた。
オルーギオ
アトリエに住むキーフリーの親友の青年。普段はアトリエで魔法器を制作している。キーフリーの弟子たちを教えることもあるため彼女たちからは「先生」と呼ばれる。大講堂の外で活動する魔法使いを監視する「見張りの眼（まなこ）」でもあり、キーフリーのアトリエの監視を担当する。

### 魔警騎士団
イースヒース魔警騎士団(通称魔警団)に所属する魔法使い。副団長。キーフリーと旧知の様子。
ウトウィン魔警団に所属する魔法使い。
エコー魔警団に所属する魔法使い。双子の片割れ。
エトラン魔警団に所属する魔法使い。双子の片割れ。
ガルガ魔警団に所属する魔法使い。
ルルシィ魔警団に所属する魔法使い。
ヴィナンナ魔警騎士団団長。

### その他の魔法使い
ノルノアカルンにある魔材屋「星の剣」の店主。
タータノルノアの孫。魔材屋を手伝う。生まれつきの目の病である銀彩症を患っている。
ユイニィクックロウのアトリエの生徒。第二の試験にリチェとアガットと共に挑んだ。人に見られていると魔法が書けない。
リリフィンリチェの兄。リチェにはリリ兄と呼ばれ慕われている。他のアトリエにいる。師匠に素直に従う優等生で何かにつけリチェと比較されたが、彼自身は師匠に盲従しないリチェを励ましていた。

### つばあり帽
イグイーン
古の帽子をかぶり目玉のような仮面で顔を隠した、禁止魔法を使う魔法使いの一人。昔ココに魔法の絵本を売った魔法使い。
ササラン
姿を消して自分が見えないようにした、禁止魔法を使う魔法使いの一人。ただし帽子やマントは見えている。アガットやリチェが受ける第二の試練に現れ、キーフリーとの対決に敗れ姿を暴かれる。

## 制作
作者の白浜鴎によると、『とんがり帽子のアトリエ』の原型は連載開始の6、7年前から存在していた。白浜がその構想をモーニング・ツーの担当編集に伝えると良い反応が得られ、連載が始まることとなった。
魔法を絵で描くというアイデアは、友人との会話の中で「絵を描く過程は知らない人から見たら魔法のようだ」という話が出たことがきっかけだった。白浜はそれを主題に置けば、馴染みのないファンタジー作品であっても読者からの共感が得られるのではないかと思い、「魔方陣を仕事として描く人たちの物語を描けないか」と考えたのだという。また白浜は、子供のころから架空の動物や景色、設定を考えるのが好きだったと語っており、魔法のしくみや架空の生物といった本作のファンタジーの要素は、こうした今までのアイデアの蓄積から生まれたという。

### キャラクター
白浜はキャラクターを制作する際に、まずそのキャラクターの欠点を作り、そこから良いところを足していくことでキャラクターに思い入れが出ると語っている。当初の構想では主要キャラクターに男の子がいたりココの髪の毛が長かったりしたが、話を組み立てていくうちに今のかたちに固まっていったという。ココの母親のもととなるキャラクターは漫画家デビューするよりも前に制作されていた。また、キーフリーやオルーギオといったキャラクターは、白浜の予備校時代の教師がモデルになっている。
ココたちの衣装は、全身が「とんがり帽子」の形になるように、シルエットありきでデザインしたという。実在する服に沿わせつつも特定の年代や地域の様式から離れることを心がけてデザインされた。

### ストーリー
『とんがり帽子のアトリエ』は、主人公のココをはじめとする子どもたちの成長物語である。白浜はストーリーを制作するうえで、ステレオタイプを助長させないよう重視しているという。ココは少女だが、少女だから、子どもだからといった理由でものごとを片付けないようにしているという。また白浜は、大人が子どもを守るのは当然のことだとしており、子どもたちの成長と同時に子どもに対する大人たちの責任が描かれる。
作中では障害を持つ人や性暴力といった現実的、社会的な話題が盛り込まれている。白浜は、ファンタジーは現実の世界でないからこそ現実の問題を浮き彫りにすることが可能であり、こうした話題は外せないテーマだと語っている。また、性暴力が描かれる第49話では冒頭に注釈が挿入された。白浜は、暴力表現やトラウマを思い起こさせる描写がある際には可能な限りこうした注釈を挿入したいと考えており、出版社に相談したところ快諾されたという。

## メディア展開
『とんがり帽子のアトリエ』の連載は2016年7月に刊行された『モーニング・ツー』2016年9月号から始まった。2017年1月に講談社のレーベルであるモーニングKCから第1巻が刊行され、2024年2月時点で既刊13巻が刊行されている。

### スピンオフ
2019年11月から『とんがり帽子のアトリエ』のスピンオフ漫画として佐藤宏海による『とんがり帽子のキッチン』の連載が『モーニング・ツー』で始まった。ココたちの師匠であるキーフリーとその親友オルーギオを主人公として、魔法を用いて夜食を作る様子が描かれる。

### テレビアニメ
2022年4月に『モーニング・ツー』においてアニメ化が発表された。2024年7月には、テレビアニメが2025年より放送予定であることや、スタッフなど発表された。

#### スタッフ
- 原作 - 白浜鴎「とんがり帽子のアトリエ」（モーニングKC／講談社刊）[2]
- 監督 - 渡辺歩[2]
- キャラクターデザイン - うなばら海里[2]
- 音楽 - 北村友香[2]
- アニメーション制作 - BUG FILMS[2]

## 評価

### 売上
2017年10月の時点で累計発行部数は40万部を突破した。2018年7月で70万部を突破し、2022年4月時点で全世界で250万部を突破した。2024年7月時点では550万部を突破している。

### 受賞
日本国内では、2017年12月に「この漫画がすごい! 2018」のオトコ編で6位を記録した。2018年1月にはマンガ大賞にノミネートされ、同年2月には全国書店員が選んだおすすめコミックの一般部門で1位を記録し、4月には講談社漫画賞にノミネートされた。2020年4月には再び講談社漫画賞にノミネートされた。
日本国外では、スペインのManga BarcelonaでMejor Seinen部門を2018年と2022年、2023年の3回受賞している。また、2019年1月にはフランスのアングレーム国際漫画祭にノミネートされ、2月には同国で行われたジャパンエキスポアワードでDaruma d'or manga賞を受賞した。また、同年には韓国のRidibook Comic Awardにおいて次に来る漫画賞を受賞した。
2020年7月にはアイズナー賞の最優秀アジア作品賞を受賞し、同年10月にはハーベイ賞のBest Manga部門を受賞した。2024年8月にはAmerican Manga Awardsで翻訳賞とレタリング賞を受賞した。
| 年     | 賞                                 | 部門               | 結果       | 出典   |
| ------ | ---------------------------------- | ------------------ | ---------- | ------ |
| 2017年 | この漫画がすごい!                  | オトコ編           | 6位        | [ 16 ] |
| 2018年 | マンガ大賞                         | -                  | ノミネート | [ 17 ] |
| 2018年 | 全国書店員が選んだおすすめコミック | 一般部門           | 受賞       | [ 18 ] |
| 2018年 | Manga Barcelona                    | Mejor Seinen       | 受賞       | [ 21 ] |
| 2018年 | 講談社漫画賞                       | 一般部門           | ノミネート | [ 19 ] |
| 2019年 | アングレーム国際漫画祭             | Best Youth Comic   | ノミネート | [ 24 ] |
| 2019年 | ジャパンエキスポアワード           | Daruma d'or manga  | 受賞       | [ 25 ] |
| 2019年 | Ridibooks Comic Award              | 次に来る漫画賞     | 受賞       | [ 26 ] |
| 2020年 | 講談社漫画賞                       | 一般部門           | ノミネート | [ 20 ] |
| 2020年 | アイズナー賞                       | 最優秀アジア作品賞 | 受賞       | [ 28 ] |
| 2020年 | ハーベイ賞                         | Best Manga         | 受賞       | [ 30 ] |
| 2022年 | Manga Barcelona                    | Mejor Seinen       | 受賞       | [ 22 ] |
| 2023年 | Manga Barcelona                    | Mejor Seinen       | 受賞       | [ 23 ] |
| 2024年 | American Manga Awards              | 翻訳賞             | 受賞       | [ 31 ] |
| 2024年 | American Manga Awards              | レタリング賞       | 受賞       | [ 31 ] |

## 書誌情報
- 白浜鴎『とんがり帽子のアトリエ』講談社〈モーニングKC[注釈 1]〉、既刊14巻（2025年4月23日現在）
  1. 2017年1月23日発売[32]、ISBN 978-4-06-388690-0
  2. 2017年8月23日発売[33]、ISBN 978-4-06-510138-4
    - 『ミニ画集付き特装版』同日発売[34]、ISBN 978-4-06-510203-9

  3. 2018年2月23日発売[35]、ISBN 978-4-06-510930-4
    - 『ふせん&メモ帳BOOK付き限定版』同日発売[36]、ISBN 978-4-06-510894-9

  4. 2018年9月21日発売[37]、ISBN 978-4-06-512681-3
    - 『オリジナル色鉛筆&ぬり絵付き限定版』同日発売[38]、ISBN 978-4-06-511766-8

  5. 2019年5月23日発売[39]、ISBN 978-4-06-515597-4
    - 『オリジナルカードゲーム付き限定版』同日発売[40]、ISBN 978-4-06-515598-1

  6. 2019年11月21日発売[41]、ISBN 978-4-06-517778-5
    - 『スケッチブック型画集付き限定版』同日発売[42]、ISBN 978-4-06-517909-3

  7. 2020年5月22日発売[43]、ISBN 978-4-06-519266-5
    - 『魔円手帳付き限定版』同日発売[44]、ISBN 978-4-06-520266-1

  8. 2020年12月23日発売[45]、ISBN 978-4-06-521625-5
    - 『完全描き下ろしカレンダー付き限定版』同日発売[46]、ISBN 978-4-06-521626-2

  9. 2021年7月21日発売[47]、ISBN 978-4-06-524100-4
    - 『シーリングスタンプ付き限定版』同日発売[48]、ISBN 978-4-06-524098-4

  10. 2022年4月21日発売[49]、ISBN 978-4-06-527412-5
  11. 2022年10月21日発売[50]、ISBN 978-4-06-529605-9
    - 『画集＆ポストカード付き限定版』同日発売[51]、ISBN 978-4-06-529604-2

  12. 2023年6月22日発売[52]、ISBN 978-4-06-531969-7
    - 『フデムシぬいぐるみ付き限定版』同日発売[53]、ISBN 978-4-06-531829-4

  13. 2024年2月22日発売[54]、ISBN 978-4-06-534652-5
    - 『エコバッグ付き限定版』同日発売[55]、ISBN 978-4-06-534727-0

  14. 2025年4月23日発売[56]、ISBN 978-4-06-539182-2
- 白浜鴎（原作）・佐藤宏海（漫画） 『とんがり帽子のキッチン』講談社〈モーニングKC〉、既刊5巻（2022年10月21日現在）
  1. 2020年5月22日発売[57]、ISBN 978-4-06-519334-1
  2. 2020年12月23日発売[58]、ISBN 978-4-06-521627-9
  3. 2021年7月21日発売[59]、ISBN 978-4-06-524099-1
  4. 2022年4月21日発売[60]、ISBN 978-4-06-527594-8
  5. 2022年10月21日発売[61]、ISBN 978-4-06-529699-8